# غصيب بن زامل الجبري
ٱلسُّلۡطَانُ غُصَيۡبُ بۡنُ زَامِلٍ ٱلۡجَبۡرِيُّ حاكم الجبور الحادي عشر، تولى حُكم الدولة خلفًا للسُّلطان علي بن قطن الجبري من سنة 931 هـ/ 1525 م حتى سنة 932 هـ/ 1526 م.
تولى السُّلطان غُصيب حُكم الدولة في فترة السقوط 
وازدادت الفوضى وقلَّ استقرار البلاد فاستغل شيخ قبيلة المنتفق راشد بن مغامس تلك الأوضاع فتوجه إلى الأحساء واستولى عليها سنة 932 هـ/1526 م ليكون السُّلطان غُصيب آخر حُكَّام الدولة الجبرية في الأحساء.

### فهرس المراجع
منشورات
عربيَّة
1. ↑  الخالدي (2011)، ص. 43-44.

### بيانات المراجع (مُرتَّبة حسب تاريخ النشر)
الكُتُب
العربيَّة
- خالد بن عزام بن حمد الخالدي؛ إيمان بنت خالد الخالدي (2011). السلطنة الجبرية: في نجد و شرق الجزيرة العربية (ط. 1). بيروت: الدار العربية للموسوعات. ISBN:978-9953-563-16-9. LCCN:2011332519. OCLC:705005796. OL:25365932M. QID:Q120997896.

| ألقاب ملكية     | ألقاب ملكية              | ألقاب ملكية |
| --------------- | ------------------------ | ----------- |
| سبقه عليُّ بن قَطَن | سُلطان الجبور 1525 - 1526 | تبعه --     |